# 熱の仕事当量
熱力学における熱の仕事当量とは、1 calの熱量に相当する仕事の量である。

## 概要
一般に記号 J で表され、単位は J/cal である。現在、J = 4.1855 J/cal と定められている。
仕事 W と熱量 Q の間には、
{\displaystyle W=QJ}
の関係がある。
またこの数値は、摂氏15度における単位のカロリー(cal)とジュール(J)の変換における係数として用いられる。すなわち、
　1 cal15 = 4.1855 J
である。
熱の仕事当量を求めることは、熱と仕事が変換可能であることを示すもので、のちのエネルギー保存則にもつながる研究であった。

## 発見と算出の歴史

### マイヤー以前
ベンジャミン・トンプソン(ランフォード)は1798年、大砲の穴ぐり実験で、26.58ポンドの氷水が2時間半で180 °F 温度上昇したと記録した。これは論文の別の箇所で書かれている「実験に用いた機械は馬一頭で楽々動かせることができた」と言う記述と組み合わせると、J = 5.57 J/cal となる。しかしこの計算はランフォードの死後の1850年に、後世の人の手により行われたもので、ランフォード自体は熱の仕事当量の計算を行っていない。
ニコラ・レオナール・サディ・カルノーは、1824年以降に書かれたノート『数学、物理学その他についての覚書』にて、「単位量の動力を生ずるためには2.70単位の熱を消費しなければならない」と記述している。これは現在の数値に換算すると J = 3.63 J/cal に相当する。この記述から、カルノーは熱の仕事当量を求めた初の人物といえる。しかしカルノー自身はこの内容を論文として発表しておらず、ノートが世に出たのは1872年のことであった。なお、J の算出方法についてはノートでは書かれていないが、後に述べるマイヤーと同じように、定圧比熱と定積比熱の比から求めたと推定されている。

### マイヤー

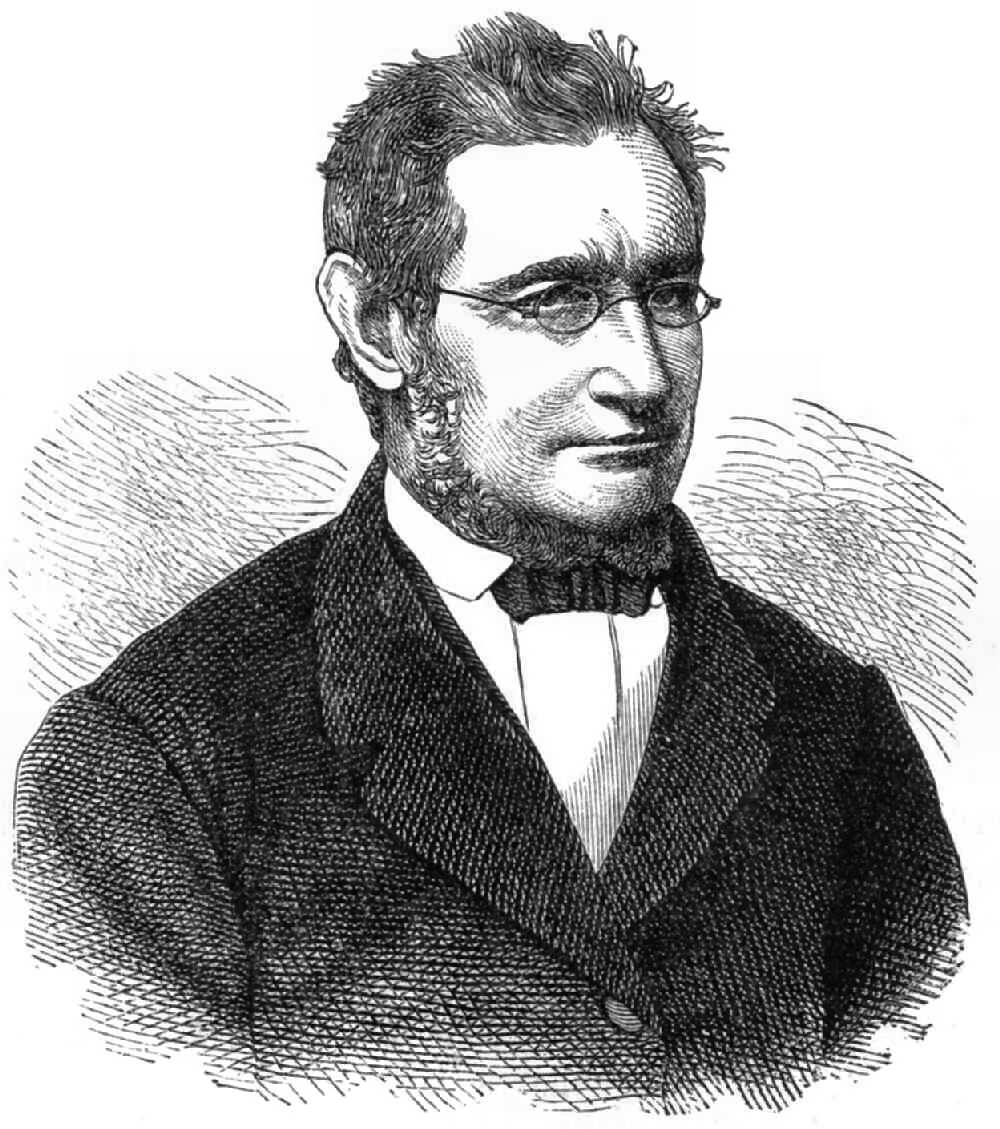
マイヤー

熱の仕事当量を最初に発表したのはユリウス・ロベルト・フォン・マイヤーである。マイヤーは、1842年に出された論文「生命なき自然界における力についての考察」において、「大気の一定圧力下での[熱]容量と一定体積下での[熱]容量との比=1.421だとすると、約365メートルの高さからのおもりの降下には、[そのおもりと]同じ重量の水を摂氏零度から1度まで温めることが相当する」と記した。この値は、J = 3.58 J/cal に相当する。この論文では詳細は書かれなかったが、1845年の論文で算出方法を明らかにした。
気体を定圧で温度上昇させたときと、定積で温度上昇させたときでは、同じ温度を上昇させても、定圧の方が多くの熱を必要とする。これは、体積を増やすときに、気体が外部に対して仕事をしなければならないからである。すなわち、定圧膨張と定積膨張の熱量の差が、仕事となる。
温度を ΔT だけ上昇させたときの熱量の差 Q は、
{\displaystyle Q=C_{p}\Delta T-C_{v}\Delta T} 　(1)
となる（Cp は定圧比熱、Cv は定積比熱）。
一方、仕事の量は、圧力 p、体積の変化 ΔV とすると、理想気体の場合、
{\displaystyle W=p\Delta V=R\Delta T} 　(2)
である（R は気体定数）。
(1)(2)の式を W = QJ に当てはめて計算すると、
{\displaystyle J={\frac {R}{C_{p}-C_{v}}}}
が得られる。
Cp, Cv の値は、ドラローシュとベラールによる熱容量の測定値、およびデューロンが測定した、Cp / Cv = 1.421 という値を利用すれば求められる。こうして求めた J の数値は、現在知られている値よりも小さいが、これは当時の測定値の誤差によるものである。

### ジュール

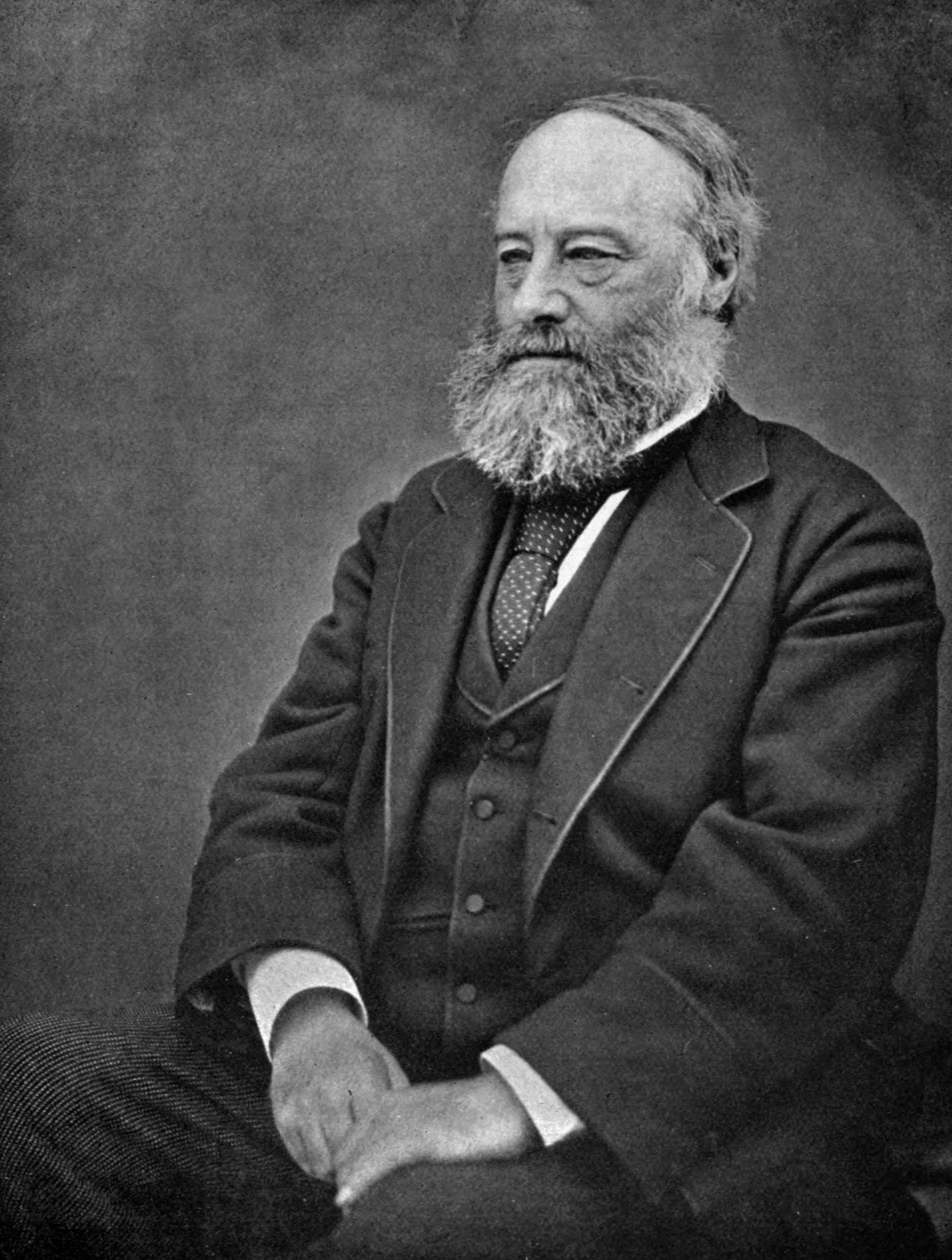
ジュール

ジェームズ・プレスコット・ジュールは、1843年にはじめて熱の仕事当量を実験により測定した。その測定は、おもりによる重力で電磁石のコイルを回転させ、その結果として発生する誘導電流の発熱を調べるというものであった。この実験により、ジュールは「1ポンドの水の温度を華氏目盛りで1度だけ上昇させることのできる熱量は、838ポンド[のおもり]を鉛直に1フィートの高さまで持ち上げることのできる機械的力に等しいし、それだけの力に転換されうるだろう」との結論を得た。この数値は、J = 4.50 J/cal に相当する（以下、単位はすべて現在の J/cal に換算して記載する）。
ジュールはこの1ヵ月後に別の測定を行い、J = 4.14 J/cal の値を得た。そして、最初に得た値とこの値とを比べて、「機械的力が消費される時にはいつでもそれに厳密に等しい量の熱が得られる」と結論を出し、熱が仕事へ転換できると判断した。ジュールは、両者の値がほぼ等しいと判断したのである。
ジュールは1844年、空気を水中で圧縮・膨張させ、そのときの水の温度変化から熱の仕事当量を求めた（論文としての発表は1845年）。特に、空気を膨張させたときは温度が下がるので、これは今までの、仕事→熱という変化ではなく、熱→仕事という過程ではじめて測定した値だった。ジュールはこの実験で、J = 4.29 J/cal の値を導いている。

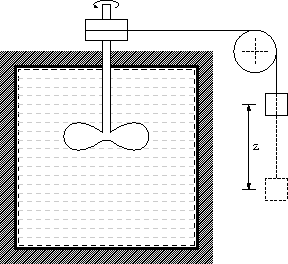
羽根車の実験の仕組み

ジュールによる熱の仕事当量の実験で最も有名なものは、羽根車による実験であるが、これは1845年に初めて行われた。水中（または他の液体中）で羽根車を回し、その運動で生まれる熱を測定するという仕組みである。羽根車の回転にはおもりを使用し、おもりの重さと、回転中におもりが下がった長さから仕事量を求める。
この実験は1845年から繰り返し行われ、1848年にウィリアム・トムソンの目にとまったことで一躍注目を浴びた。1849年に行った実験（論文発表は1850年）では、J = 4.15 J/cal を得た。これは30年近く、疑問の余地もない J の標準値であった。
ジュールは1862年、電流の発熱の測定から、J = 4.212 J/cal の結果を得た。しかしこの値は、以前にジュール自身が出した値とずれがあったため、ジュールは英国科学振興協会から再実験の要望を受けた。ジュールはこれを受け、1878年に再度羽根車による実験を行い、J = 4.1587 J/cal の値を出した。これはジュールが行った最後の実験であった。

### 仕事当量算出の一覧
熱の仕事当量は19世紀中ごろに、マイヤー、ジュール以外の科学者によっても測定が行われている。
| 年           | 人物                   | J値[J/cal] | 測定方法                       | 備考                 |
| ------------ | ---------------------- | ---------- | ------------------------------ | -------------------- |
| 1798年       | ランフォード           | 5.57       | 大砲の中ぐり                   | ジュールによる計算値 |
| 1824～1832年 | カルノー               | 3.62       | 不明(ガスの Cp, Cv と R ?)     | 未発表               |
| 1842年       | マイヤー               | 3.58       | ガスの Cp, Cv と R             |                      |
| 1843年       | ジュール               | 4.50       | 電磁石の誘導電流               |                      |
| 1843年       | ジュール               | 4.15       | 細管からの水の圧出             |                      |
| 1843年       | コールディング         | 3.63       | 固体の摩擦                     |                      |
| 1845年       | ホルツマン             | 3.67       | ガスの Cp, Cv と R             |                      |
| 1845年       | ジュール               | 4.29       | 空気の圧縮・膨張による温度変化 |                      |
| 1845年       | ジュール               | 4.78       | 羽根車による水の攪拌           |                      |
| 1847年       | ジュール               | 4.21       | 羽根車による液体の攪拌         |                      |
| 1847年       | セガン                 | 4.40       | 蒸気の膨張による冷却           |                      |
| 1849年       | ジュール               | 4.15       | 羽根車による液体の攪拌         |                      |
| 1855年       | イルン                 | 4.22       | 蒸気機関の効率                 |                      |
| 1857年       | キンテイス・イチリウス | 3.92       | ジュール熱                     |                      |
| 1859年       | ボッシャ               | 4.13       | 電池起電力                     |                      |
| 1862年       | イルン                 | 4.17       | 衝突による加熱                 |                      |

### 仕事当量算出の先取権

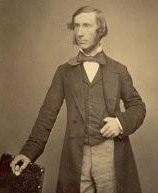
ジョン・ティンダル

熱の仕事当量はマイヤーとジュールがそれぞれ独立に導き出した。ジュールの研究は、正当に評価されるのに数年を要したが、マイヤーの研究が認められるのにはさらに長い年月がかかった。
マイヤーの功績を見出したのは、ジョン・ティンダルであった。ティンダルは1862年、イギリスの王立研究所での講演で、仕事当量の算出を最初に行ったのはマイヤーであると主張し、論文としても発表した。
これに対しジュールは、熱の仕事当量をはじめとする熱力学的理論は、17世紀のジョン・ロックから、ランフォード、デーヴィー、セガン、そしてマイヤーへと連なる流れの中で進められてきたが、マイヤーの理論は仮説をもとに構成されており、その仮説を実験的に確かめたのは自分であると反論した（実はランフォードの実験から仕事当量を計算したのはジュールである。これにはランフォードの功績を高めることで相対的にマイヤーの功績を下げる目的もあったと推定されている)。
この論争はその後、雑誌「フィロソフィカル・マガジン (Philosophical Magazine)誌上で、主にティンダルと、ピーター・テイトやトムソンとの間で繰り広げられた。現在ではティンダルの主張が受け入れられ、熱の仕事当量を最初に求めたのはマイヤーとされており、実験的に確かめたジュールと共に、その功績が認められている。

### ジュール以後の測定
ジュール以後も、熱の仕事当量の測定は行われた。ローランドは、ジュールの羽根車の装置を改良し、色々な温度でより精密な測定を行った。その結果、水の比熱が温度によって変わることを明らかにした。
20世紀に入ってからも、イェーガーらは電気的なエネルギーを熱エネルギーに変えることによって、また、1927年にはラビーらが機械的エネルギーを熱エネルギーに変えることによって、それぞれ仕事当量を測定した。こうした長年にわたる数々の測定結果から、現在の J の値が決定された。

## 現在の測定方法の例
現在では、熱の仕事当量を求めること自体が研究の対象になることはないが、高等学校や大学での実験教材として行われることはある。歴史的に見ると、力学的な仕事と熱量との変換を調べるのが本筋であるが、それは実験的に難しいため、電気的なエネルギーを熱に変換することで仕事当量を求めることが多い。
具体的には、水の入った容器に電熱線と温度計を入れ、容器を熱伝導率の悪い物質で覆う。そして電流を流し、そのときの水の温度上昇から熱の仕事当量を求める。
水の質量を X、容器の熱容量を Y、温度上昇を ΔT とすると、発生した熱量は {\displaystyle (X+Y)\Delta T} [cal]である。したがって、単位をcalからJに変えると、熱量Q[J]は、
{\displaystyle Q=J(X+Y)\Delta T} 　(1)
で求められる。
次に水の量を X から X' に変えて同じ実験を行うと、発生した熱量 Q' は、
{\displaystyle Q^{\prime }=J(X^{\prime }+Y)\Delta T^{\prime }} 　(2)
となる。
(1)(2)から Y を消去すれば、
{\displaystyle J={\frac {1}{X-X^{\prime }}}\left({\frac {Q}{\Delta T}}-{\frac {Q^{\prime }}{\Delta T^{\prime }}}\right)}
が得られる。ジュールの法則により、Q = VIt なので、電流値、電圧値、電流を流した時間が分かれば、J が求められる。